# شريف حمدي
شريف حمدي هو ممثل كوميدي مصري بدأ مسيرته الفنية عبر برنامج دربكة مع الممثل أحمد حلمي. وأشتهر بأدوار مثل زياد الغلس في مسلسل شباب أونلاين، سامح في فيلم جاءنا البيان التالي والشتكوتي عزت في فيلم ثقافي.

## أعماله
- 1998: صعيدي في الجامعة الأمريكية (فيلم)
- 2000: ليه خلتني أحبك (فيلم)
- 2000: فيلم ثقافي (فيلم)
- 2000: أوان الورد (مسلسل)
- 2001:جاءنا البيان التالي (فيلم)
- 2002: شباب أون لاين الجزء الأول (سيت كوم)
- 2003: شباب أوم لاين الجزء الثاني (سيت كوم)
- 2003: العمة نور (مسلسل)
- 2004: يا غولة عينك حمرا (مسرحية)
- 2004: عيش أيامك (مسلسل)
- 2005:درس خصوصي (فيلم)
- 2005:الظاهر بيبرس
- 2005:التوبة (مسلسل)
- 2006:لا أحد ينام في الإسكندرية (مسلسل)
- 2007:الدرملي فقري تملي (فيلم)
- 2008:عباس وإيناس (سيت كوم)
- 2008:رامي الاعتصامي (فيلم)
- 2008:راجل وست ستات الجزء الثالث (مسلسل)
- 2008:بنات وموتوسيكلات (فيلم)
- 2011:جدو خطير (سيت كوم)
- 2017:أنا شهيرة ... أنا الخائن (مسلسل)
- 2022:فلاش (مسلسل)